# Салакая, Иосиф Бежанович
Иосиф Бежанович Салакая (груз. იოსებ ბეჟანის ძე სალაყაია), 1881, Теклати, Сенакский муниципалитет — 14 июня 1940, Париж) — грузинский политик, член Учредительного собрания Грузии (1919—1921).

## Биография
Родился в крестьянской семье. 
Член Российской социал-демократической рабочей партии, с 1905 года работал в меньшевистской фракции.
По политическим причинам был вынужден эмигрировать, жил в Швейцарии и Бельгии. Окончил Институт электротехники в Бельгии.
В ноябре 1917 года был избран членом Национального совета Грузии.
26 мая 1918 года подписал Декларацию независимости Демократической Республики Грузия.
12 марта 1919 года избран членом Учредительного собрания Республики Грузия по списку социал-демократической партии Грузии, был членом комитетов по самоуправлению, бюджетному финансированию и нелицензионным делам.
В 1921 году, после советизации Грузии, покинул свою родину и жил во Франции.
Во второй половине 1920-х годов назначен представителем правительства Демократической Республики Грузия в Польше.
С началом Второй мировой войны и оккупацией Польши вернулся в Париж.
В 1940 году направлен представлять Республику Грузия в правительстве Польши во Франции.
14 июня 1940 года, после оккупации Парижа немецкой армией, не последовал за польским правительством в Англию и покончил жизнь самоубийством.
В 1948 году его останки были перезахоронены на грузинском кладбище в Левиле.